# Microphthalma virens
Microphthalma virens är en tvåvingeart som beskrevs av Aldrich 1926. Microphthalma virens ingår i släktet Microphthalma och familjen parasitflugor.
Artens utbredningsområde är Peru. Inga underarter finns listade i Catalogue of Life.